# XML-Deklaration
Eine XML-Deklaration ist eine Erkennungszeichenfolge am Beginn des Prologes einer XML-Datei.

## Syntax
```
 
<?xml version="1.0" encoding="UTF-8" standalone="yes" ?>

```

Der Teil nach <?xml nimmt so genannte Pseudo-Attribute auf. Dies sind Daten, die das Format attribut="wert" besitzen. Für einen XML-Parser sind dies technisch keine wirklichen Attribute (daher der Name). Die Reihenfolge der Pseudo-Attribute ist durch die Spezifikation festgelegt (1. version, 2. encoding, 3. standalone).
Die Regel [23] der XML-Norm definiert folgende Pseudo-Attribute:
version="1.0"
definiert die Versionsnummer der zugrundeliegenden XML-Spezifikation. Die Angabe ist zwingend erforderlich.
encoding="Zeichenkodierung"
bestimmt die Kodierung der XML-Datei. Die Angabe ist optional. Wird dieser Parameter ausgelassen, muss der Inhalt entweder in UTF-8 oder UTF-16 kodiert sein, falls die Kodierung nicht aus dem Kontext bestimmbar ist (z. B. einem HTTP-Header).
standalone="Wert"
Gültige Werte sind yes oder no.
Die Angabe ist optional, wird der Parameter standalone ausgelassen, wird abhängig von einer folgenden Referenzierung einer externen DTD automatisch yes oder no angenommen:
- Der Attributwert no wird angenommen oder verwendet, wenn das Dokument eine externe DTD referenziert.
- Der Attributwert yes wird angenommen oder verwendet, wenn das Dokument keine externe DTD referenziert.
- Der Attributwert yes wird angenommen oder verwendet, wenn das Dokument eine interne DTD enthält.
- Der Attributwert yes wird angenommen oder verwendet, wenn das Dokument keine DTD verwendet.

Der Attributwert no muss immer dann angegeben werden, wenn das Dokument einschließlich der internen DTD externe Deklarationen verwendet.
Beispiele syntaktisch korrekter XML-Deklarationen:
```
 
<?xml version="1.0" ?>

 
<?xml version="1.0" encoding="ISO-8859-1" ?>

 
<?xml version="1.0" encoding="UTF-16" ?>

 
<?xml version="1.0" encoding="EUC-JP" standalone="yes" ?>

```